# Alex Stepney
Alexander Cyril Stepney (* 18. September 1942 in Mitcham) ist ein englischer Fußballtorhüter.

## Karriere
Der Torhüter hatte erfolglose Probetrainings beim FC Fulham. Statt bei Fulham unter Vertrag zu stehen, spielte er beim Hobbyklub Tooting & Mitcham United. 1963 wurde er als Amateur vom FC Millwall verpflichtet. Zwei Monate nach seinem ersten Amateurvertrag bekam er aufgrund guter Spiele einen Profivertrag. 1966 kam Stepney zum FC Chelsea. Nur drei Monate später wechselte er für eine Transfersumme von umgerechnet circa 81.000 € zu Manchester United. Sein Debüt gab er beim Stadtderby gegen Manchester City 1966. 1967 wurde Stepney als Stammtorhüter Meister mit United. Eine Saison darauf holte er mit den Red Devils den Meisterpokal. Er war der überragende Torhüter im Finale. Stepney brachte Topspieler wie Eusébio zur Verzweiflung. International gab er sein Debüt im Mai 1968 gegen Schweden. Weiters war er Mitglied der englischen Auswahl bei der Fußball-Europameisterschaft 1968. Der Torhüter war ebenfalls Ersatztorhüter bei der Fußball-Weltmeisterschaft 1970 in Mexiko. 1977 holte er zum ersten Mal den FA Cup. Nach 546 Spiele und zwei Toren (zwei Elfertore, bis heute die meisten eines United-Keepers) für die Roten aus Manchester wechselte er im April 1978 in die USA zu Dallas Tornado. Nach seiner Spielerkarriere arbeitete Stepney als Tormanntrainer unter anderem bei Manchester City 2000/2001.

### Erfolge
- Englischer Meister: 1966/67
- FA Cup: 1977
- Europapokal der Landesmeister: 1968
- WM-Teilnahme 1970 (Kein Einsatz)

| Personendaten    | Personendaten              |
| ---------------- | -------------------------- |
| NAME             | Stepney, Alex              |
| ALTERNATIVNAMEN  | Stepney, Alexander Cyril   |
| KURZBESCHREIBUNG | englischer Fußballtorhüter |
| GEBURTSDATUM     | 18. September 1942         |
| GEBURTSORT       | Mitcham                    |